# Canton d'Auxerre-4
Le canton d'Auxerre-4 est une circonscription électorale française située dans le département de l'Yonne et la région Bourgogne-Franche-Comté.

## Histoire
Un nouveau découpage territorial de l'Yonne entre en vigueur à l'occasion des premières élections départementales suivant le décret du 13 février 2014. Les conseillers départementaux sont, à compter de ces élections de mars 2015, élus au scrutin majoritaire binominal mixte. Les électeurs de chaque canton élisent au Conseil départemental, nouvelle appellation du Conseil général, deux membres de sexe différent, qui se présentent en binôme de candidats. Les conseillers départementaux sont élus pour 6 ans au scrutin binominal majoritaire à deux tours, l'accès au second tour nécessitant 12,5 % des inscrits au 1er tour. En outre la totalité des conseillers départementaux est renouvelée. Ce nouveau mode de scrutin nécessite un redécoupage des cantons dont le nombre est divisé par deux avec arrondi à l'unité impaire supérieure si ce nombre n'est pas entier impair, assorti de conditions de seuils minimaux. Dans l'Yonne, le nombre de cantons passe ainsi de 42 à 21.
Le canton d'Auxerre-4 est créé par ce décret. Il est formé d'une fraction d'Auxerre et de deux communes de l'ancien canton d'Auxerre-Sud. Il est entièrement inclus dans l'arrondissement d'Auxerre. Le bureau centralisateur est situé à Auxerre.

## Représentation
| Période élective | Période élective | Mandat | Mandat   | Identité          | Nuance | Nuance | Qualité |
| ---------------- | ---------------- | ------ | -------- | ----------------- | ------ | ------ | --- |
| 2015             | 2021             | 2015   | 2021     | Monique Hadrbolec |        | DVG    | Chef d'entreprise Ancienne adjointe au maire d'Auxerre Ancienne conseillère générale du Canton d'Auxerre-Sud (1998-2015) |
| 2015             | 2021             | 2015   | 2021     | Pascal Henriat    |        | MoDem  | Cadre de banque Adjoint au maire d'Auxerre                                                                               |
| 2021             | 2028             | 2021   | en cours | Delphine Billon   |        | DVD    | Cadre du secteur privé, conseillère municipale de Chevannes                                                              |
| 2021             | 2028             | 2021   | en cours | Pascal Henriat    |        | MoDem  | Conseiller sortant, 11e vice-président du conseil départemental, chargé du numérique Président du MoDem de l'Yonne       |

### Résultats détaillés

#### Élections de mars 2015
À l'issue du 1er tour des élections départementales de 2015, trois binômes sont en ballottage : Monique Hadrbolec et Pascal Henriat (Union de la Gauche, 30,41 %), Sébastien Dolozilek et Laurence Rauline (Union de la Droite, 29,67 %) et Alexis Applencourt et Marie-Christine Lairaudat (FN, 26,01 %). Le taux de participation est de 52,71 % (5 187 votants sur 9 840 inscrits) contre 51,97 % au niveau départemental et 50,17 % au niveau national.
Au second tour, Monique Hadrbolec et Pascal Henriat (Union de la Gauche) sont élus avec 40,07 % des suffrages exprimés et un taux de participation de 55,54 % (2 108 voix pour 5 466 votants et 9 841 inscrits).
Monique Hadrbolec, ex-DVG, a adhéré à LREM.

#### Élections de juin 2021
Le premier tour des élections départementales de 2021 est marqué par un très faible taux de participation (33,26 % au niveau national). Dans le canton d'Auxerre-4, ce taux de participation est de 33,67 % (3 158 votants sur 9 380 inscrits) contre 35,12 % au niveau départemental. À l'issue de ce premier tour, deux binômes sont en ballottage : Delphine Billon et Pascal Henriat (DVD, 32,13 %) et Mathieu Debain et Fanny Turpin (DVC, 24,22 %).
Le second tour des élections est marqué une nouvelle fois par une abstention massive équivalente au premier tour. Les taux de participation sont de 34,36 % au niveau national, 36,29 % dans le département et 36,19 % dans le canton d'Auxerre-4. Delphine Billon et Pascal Henriat (DVD) sont élus avec 50,1 % des suffrages exprimés (1 496 voix pour 3 395 votants et 9 382 inscrits),,.

## Composition
| Nom                             | Code Insee | Intercommunalité  | Superficie (km2) | Population (dernière pop. légale)                | Densité (hab./km2) | Modifier                                    |
| ------------------------------- | ---------- | ----------------- | ---------------- | ------------------------------------------------ | ------------------ | ------------------------------------------- |
| Auxerre (bureau centralisateur) | 89024      | CA de l'Auxerrois | 49,95            | Fraction : 11 252 (2022) Commune : 35 236 (2022) | 705                | modifier les données · modifier les données |
| Chevannes                       | 89102      | CA de l'Auxerrois | 23,54            | 2 145 (2022)                                     | 91                 | modifier les données · modifier les données |
| Vallan                          | 89427      | CA de l'Auxerrois | 11,70            | 675 (2022)                                       | 58                 | modifier les données · modifier les données |
| Canton d'Auxerre-4              | 8904       |                   |                  | 14 072 (2022)                                    |                    | modifier les données                        |

Le nouveau canton d'Auxerre-4 comprend :
1. deux communes entières,
2. la partie de la commune d'Auxerre non incluse dans les cantons d'Auxerre-1, d'Auxerre-2 et d'Auxerre-3.

## Démographie
En 2022, le canton comptait 14 072 habitants, en évolution de +0,21 % par rapport à 2016 (Yonne : −1,95 %, France hors Mayotte : +2,11 %).
| 2013   | 2018   | 2022   |
| ------ | ------ | ------ |
| 14 479 | 14 006 | 14 072 |